# Füchse Berlin Reinickendorf HBC
Füchse Berlin Reinickendorf HBC é um equipe de handebol de Berlim, Alemanha, que atualmente competem no Campeonato Alemão de Handebol, a principal liga nacional da Alemanha. Foi fundado como departamento de Handebol do Reinickendorfer Füchse (equipe esportiva alemã) em 1891, porém em 2005 foi refundado com o nome Füchse Berlim.

## Titulos
Lista atualizada em 2013.
- Copa da Alemanha de Handebol: Vice-campeão: 1
  - 1983/1984

## Elenco 2012/2013
Lista atualizada em 2013.
| No. | Nacionalidade | Nome                      |
| --- | ------------- | ------------------------- |
| 12  | Alemanha      | Silvio Heinevetter        |
| 71  | Chéquia       | Petr Štochl               |
| 2   | Alemanha      | Colja Löffler             |
| 3   | Noruega       | Stian Vatne               |
| 4   | Dinamarca     | Torsten Laen              |
| 5   | Alemanha      | Martin Murawski           |
| 6   | Islândia      | Rúnar Kárason             |
| 9   | Croácia       | Denis Špoljarić           |
| 10  | Polónia       | Michał Kubisztal          |
| 11  | Alemanha      | Markus Richwien           |
| 17  | Áustria       | Konrad Wilczynski         |
| 18  | Espanha       | Iker Romero               |
| 21  | Países Baixos | Mark Bult                 |
| 22  | Alemanha      | Fabian Böhm               |
| 23  | Alemanha      | Johannes Sellin           |
| 24  | Polónia       | Bartłomiej Jaszka         |
| 27  | Croácia       | Ivan Ninčević             |
| 30  | Islândia      | Alexander Petersson       |
| 66  | Alemanha      | Sven-Sören Christophersen |